# Slowenische Badmintonmeisterschaft 1997
Die Slowenische Badmintonmeisterschaft 1997 fanden im Februar 1997 in Ljubljana statt.

## Sieger und Finalisten
| Disziplin    | Gold                       | Silber                   |
| ------------ | -------------------------- | ------------------------ |
| Herreneinzel | Andrej Pohar               | Simon Hawlina            |
| Dameneinzel  | Darja Kranjc               | Urša Plahutnik           |
| Herrendoppel | Simon Hawlina Andrej Pohar | Jovan Jure Kranjc        |
| Damendoppel  | Urša Jovan Darja Kranjc    | Urša Plahutnik Nina Sumi |
| Mixed        | Simon Hawlina Tina Pelhan  | Andrej Pohar Maja Pohar  |